# Ваговагални рефлекс
Ваговагални рефлекс је рефлексни круг у гастроинтестиналном тракту у коме аферентна и еферентна влакна вагусног нерва координирају одговоре на цревне стимулусе преко дорзалног вагалног комплекса у мозгу. Ваговагални рефлекс контролише контракцију гастроинтестиналних мишићних слојева као одговор на проширење гастроинтестиналног тракта храном. Он такође омогућава смештај великих количина хране у гастроинтестиналном тракту.
Вагусни нерв, који се састоји од сензорних аференатних влакана и парасимпатичких еференатих влакана, преноси сигнале од рецептора за истезање, осморецептора и хеморецептора до дорзалног вагалног комплекса где се сигнал може даље преносити до аутономних центара у медули. Еферентна влакна вагуса затим преносе сигнале до гастроинтестиналног тракта, до две трећине попречног колона.

## Функција
Контролни кругови ваговагалног рефлекса у дорзалном вагусном комплексу можданог стабла обезбеђују општу координацију дигестивних функција желуца, танког црева и панкреаса. Неуралне компоненте које формирају ова рефлексна кола су под значајном опадајућом неуронском контролом. Прилагођавањем ексцитабилности различитих компоненти рефлекса, централни нервни систем може произвести значајне промене у контроли варења. Поред тога, дорзални вагални комплекс се налази унутар циркумвентрикуларног региона без крвно-мождане баријере . Као резултат тога, кола ваговагалног рефлекса су такође изложена хуморалним утицајима, који могу дубоко да измене функције варења делујући директно на неуроне можданог стабла.
Ваговагални рефлекс је активан током рецептивног опуштања желуца и настаје као одговора на гутање хране (пре него што она стигне у желудац). Када храна уђе у ђелудац, "ваговагални" рефлекс преноси сигнале од желудца до мозга, а затим назад у желудац изазивајући активно опуштање глатких мишића у његовом зиду. Ако је вагална инервација прекинута, онда се повећава интра-желудачни притисак. Ово је потенцијални узрок повраћања због немогућности глатких мишића проксималног дела желудца да се подвргне рецептивном опуштању.
Вагални аференти се активирају током гастричне фазе варења када су тело и фундус желуца проширени након уласка болуса хране. Стимулација механичких рецептора који се налазе у слузокожи желуца стимулише аференти део вагуса. Завршетак рефлексног круга у еферентном снопу вагуса доводи до стимулације постганглионских мускаринских нерава. Ови нерви ослобађају ацетилхолин да би изазвали два крајња ефекта:
- стимулација паријеталних ћелија у телу желуца  да ослобађају Х+.
- стимулација ћелија сличних ентерохромафину у слузокожи желуца да ослобађају хистамин.[2]

Вагална стимулација пептидергичних неурона, која се дешава истовремено, доводи до ослобађања пептида који ослобађа гастрин. Коначно, делта ћелије су инхибиране да би се смањило ослобађање гастрина.